# Osvícení (film)
Film Osvícení (alternativní název Záření; anglicky The Shining) vznikl v roce 1980 jako čtrnáctý film významného režiséra Stanleyho Kubricka. Předlohou pro tento hororový thriller byla stejnojmenná kniha Stephena Kinga, která v době svého prvního vydání zmizela z pultu knihkupectví během několika dní.
Hudbu ke snímku zkomponovaly Wendy Carlos s Rachel Elkind.
Film je propracovaný do detailů. Perfekcionista Stanley Kubrick zvolil pro natáčení exteriéry plné přírodních scenérií a elegantní interiéry hotelu. Tíživou atmosféru hororu dotváří i temná hudba, která ve vypjatých okamžicích negraduje, ale naopak utichá, čímž se celý moment stává ještě děsivějším a pro diváka překvapivějším.

## Herecké obsazení
- Jack Nicholson jako Jack Torrance
- Shelley Duvallová jako Wendy Torrancová
- Danny Lloyd jako Danny Torrance, syn
- Scatman Crothers jako Dick Hallorann, hotelový šéfkuchař
- Barry Nelson jako Stuart Ullman, vedoucí hotelu
- Philip Stone jako Delbert Grady, předchozí správce hotelu, jenž rozsekal svou rodinu
- Joe Turkel jako barman Lloyd
- Anne Jackson jako doktorka
- Tony Burton jako Larry Durkin
- Barry Dennen jako Bill Watson
- Lisa a Louise Burns jako Gradyho dcery

## Děj filmu
Děj filmu začíná ve chvíli, kdy se spisovatel Jack Torrance uchází o místo sezónního správce v horském hotelu Overlook. Doma na něho čeká jeho žena Wendy a syn Danny, který je obdařen mimosmyslovým vnímáním. Proto již ví, že otec práci dostal, a má z nového domova špatný pocit. Danny si často povídá s Tonym – malým panáčkem, o kterém tvrdí, že se schovává v jeho ústech. Při jednom rozhovoru s Tonym zkolabuje v koupelně.
Dřív než se celá rodina poslední den sezóny do Overlooku nastěhuje, varuje ho ředitel hotelu Torrance před tíživou samotou a izolací, se kterou se bude muset on i jeho blízcí smířit. Poslední správce, který tam trávil se svou rodinou zimu, totiž propadl vražednému šílenství a zabil obě své dcery a manželku. Torrance ale na náhlé zešílení ani na duchy nevěří a do hotelu, který je celou zimu odříznutý od světa, se s Wendy i Dannym nastěhuje.

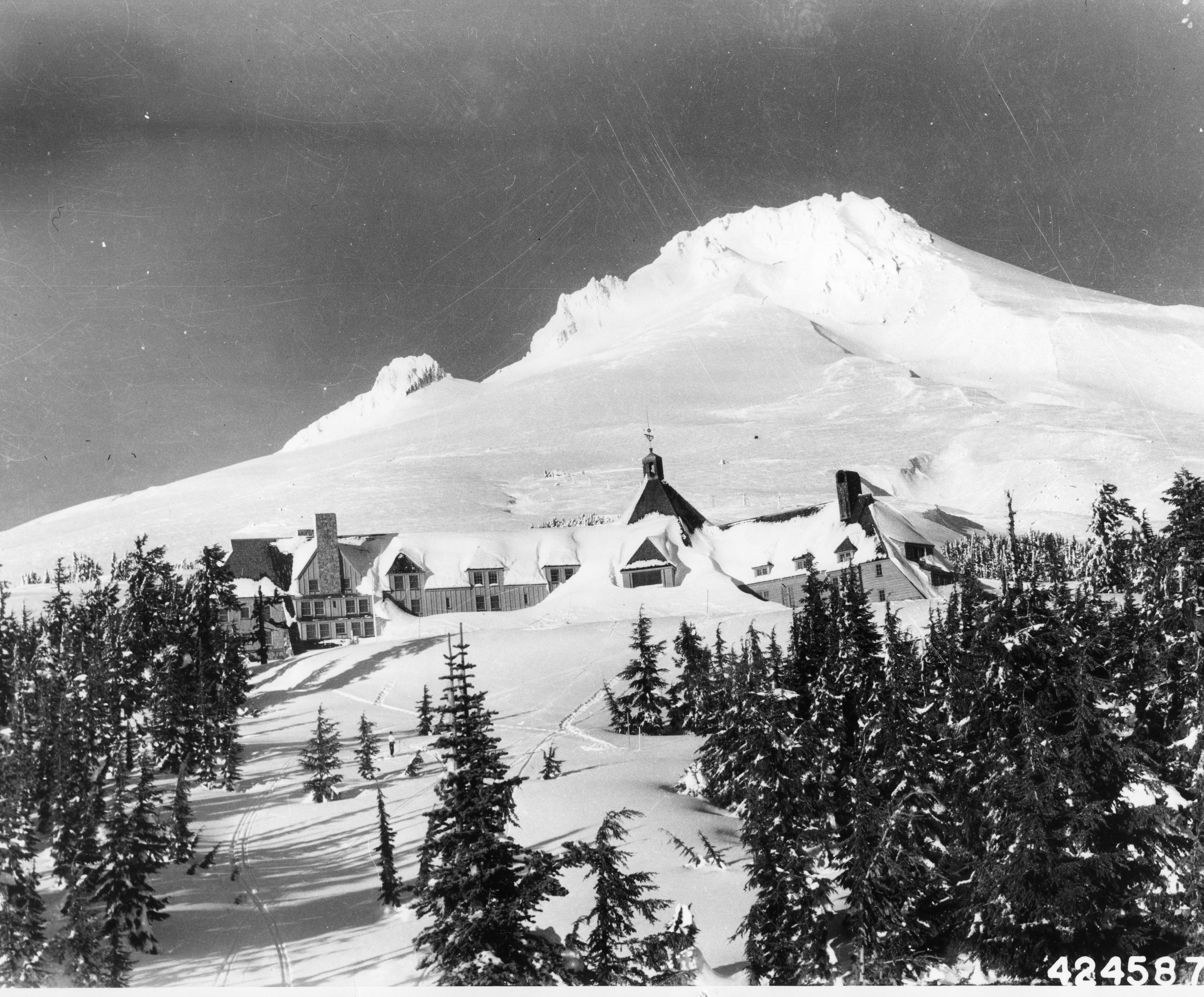
Několik záběrů z filmu bylo natočeno ve středisku Timberline Lodge u hory Mount Hood v Oregonu.

Dříve než hotel Overlook opustí poslední personál, setká se „osvícený“ Danny se šéfkuchařem Hallorannem, který má stejný dar jako on. Malý Danny ale o své schopnosti vidět budoucnost i střípky z minulosti mluvit nechce a jediné, co ho zajímá, je pokoj číslo 237. Od šéfkuchaře se o něm ale nic nedoví, jen to, že tam nikdy nesmí vstoupit.
První měsíc probíhá idylicky, Jack začne pracovat na nové knize a Wendy s Dannym si užívají krásného horského podzimu. Jen jednou se za tu dobu Danny přiblíží k zapovězenému pokoji a má děsivou vidinu dvou dívčích těl, zmasakrovaných sekerou. Po delší době však nastávají první problémy. Jack se začne chovat podrážděně, bezdůvodně na svou ženu křičí a nervově se hroutí. Navíc se ukáže, že v hotelu nejsou sami a podivná časová smyčka způsobí, že se Jack ocitne v sále plném tancujících lidí, v době největší slávy hotelu. Kupodivu některé tváře i jména přítomných zná. Setkává se i s předchozím správcem, který povraždil svou rodinu a sám se zabil. Správce Jacka varuje před Danyho schopnostmi.
Jack je stále labilnější a Danny to dobře ví. Danymu se čím dál častěji zjevují zavražděná dvojčátka. Jackovi se zjeví jejich matka, jejíž mrtvé tělo zetlelo v napuštěné vaně. Situace se stává pro všechny neúnosná a Jack se pokusí na popud „duchů z minulého století“ Wendy zabít. Ta ho však stačí silně udeřit baseballovou pálkou do hlavy a zamknout do skladu s potravinami. Jack úmyslně poškodí rolbu, jak se Wendy záhy přesvědčí. Ten se mezitím díky pomoci „ducha“ dostane ven ze skladu.
Nad Dannyho tělem jako by převzal kontrolu Tony. Napíše rtěnkou na dveře koupelny slovo „REⱭЯUM“ (pozpátky „MURDER“ - česky „VRAŽDA“) a toto si pořád chraplavě opakuje. Zvýší hlas a začne křičet, čímž vzbudí Wendy. Ta se ho snaží uklidnit a v zrcadle uvidí Dannyho nápis: „MURDƎЯ“. V ten moment se Jack začne sekerou dobývat do bytu, přičemž své počínání natěšeně komentuje. Strčí ruku do vysekané díry ve dveřích a vyděšená Wendy ho pořeže nožem. Jack se stáhne. Dannyho se Wendy podařilo dostat oknem koupelny ven.
Do děje vstupuje také „osvícený“ šéfkuchař Dick Hallorann, který cítí, že v hotelu není něco v pořádku, a vydá se Dannymu na pomoc. Vinou sněhové kalamity je ale cesta k hotelu složitá, a když se tam konečně pomocí rolby dostane, Jack ho zabije sekerou. Wendy bloudí po hotelu a snaží se najít Dannyho, místo něho však naráží na už dávno mrtvé hotelové hosty a personál, které Jack potkal v tanečním sále. Na pokraji šílenství vyběhne ven. Danny se mezitím snaží schovat před svým otcem ve stromovém bludišti před hotelem. Ve sněhu zanechává šlépěje, podle kterých ho Jack pronásleduje. Danny nakonec část stop zahladí a dostává se díky tomu ven z bludiště, aniž otci zanechává možnost ho sledovat. Společně s matkou se dostane do rolby, kterou přijel hotelový šéfkuchař, a podaří se jim odjet. Pomatený Jack umrzá v bludišti.
Film končí pohledem na starou fotografii u vchodu do tanečního sálu. V popředí dávné bavící se společnosti je na ní zachycen i Jack Torrance.